# WSOF 23
WSOF 23: Gaethje  vs. Palomino 2 foi um evento de artes marciais mistas promovido pelo World Series of Fighting, ocorrido em 18 de setembro de 2015 no Comerica  Theatre em Phoenix , Arizona. O evento foi transmitido ao vivo na NBC Sports Network para os EUA e na Fight Network para o Canadá.

## Card Oficial
1. ↑  Nota 1
2. ↑  Nota 2